# Justin Robinson (baloncestista de 1997)
Justin Robinson (Manassas, Virginia, 12 de octubre de 1997) es un baloncestista estadounidense que pertenece a la plantilla del Paris Basketball de la LNB Pro A. Con 1,85 metros de altura, juega en la posición de base.

## Trayectoria deportiva

### Instituto
En un principio Justin asistió al Montrose Christian School de Rockville (Maryland), en el que compartió vestuario con el futuro NBA Justin Anderson. Más tarde se trasladó al instituto Saint James School de Hagerstown (Maryland) donde formó parte, durante tres años, del equipo de baloncesto alternando también otros dos años con el equipo de béisbol.

### Universidad
Estudió en la Universidad Estatal de Virginia, donde formó parte de los Hokies, donde en su primera temporada (freshman), pronto se hizo con la titularidad.
Sus dos siguientes años (sophomore y júnior), fue el base titular del equipo, en los que consiguió repartir 13 asistencias en un partido frente a los Blue Devils.
El su última temporada (sénior), a pesar de no poder disputar todos los encuentros, llevó el peso atacante de los Hokies y llegó a anotar 35 puntos frente a Syracuse Orange.

#### Estadísticas
| Año     | Equipo        | PJ  | PT  | MPP  | %TC  | %3P  | %TL  | RPP | APP | ROB | TPP | PPP  |
| ------- | ------------- | --- | --- | ---- | ---- | ---- | ---- | --- | --- | --- | --- | ---- |
| 2015–16 | Virginia Tech | 35  | 19  | 23.2 | .420 | .351 | .730 | 1.8 | 2.8 | .6  | .1  | 7.3  |
| 2016–17 | Virginia Tech | 33  | 33  | 31.5 | .413 | .358 | .769 | 3.0 | 4.8 | .7  | .2  | 10.4 |
| 2017–18 | Virginia Tech | 33  | 33  | 30.9 | .464 | .398 | .782 | 2.8 | 5.6 | 1.2 | .1  | 14.0 |
| 2018–19 | Virginia Tech | 24  | 20  | 29.6 | .473 | .418 | .811 | 3.2 | 5.0 | 1.6 | .1  | 13.5 |
| Total   | Total         | 125 | 105 | 28.6 | .445 | .385 | .773 | 2.7 | 4.5 | 1.0 | .1  | 11.1 |

### Profesional
Tras no ser elegido en el Draft de la NBA de 2019, disputó la Summer League y el 14 de julio firmó un contrato dual con Washington Wizards, para jugar también con su filial en la G League, los Capital City Go-Go. Fue cortado el 5 de enero de 2020, tras 9 encuentros con el primer equipo. El 21 de enero es reclamado por los Delaware Blue Coats para jugar en la G League.
De cara a la temporada 2020-21, el 6 de diciembre de 2020, firmó con Philadelphia 76ers. Pero fue cortado al día siguiente. Al encontrarse sin equipo, el 14 de enero de 2021, fue incluido de nuevo en la plantilla de los Delaware Blue Coats. El 5 de abril de 2021, firma un contrato de 10 días con Oklahoma City Thunder. Y el 15 de abril un segundo contrato de 10 días. Tras la finalización de su segundo contrato, no fue renovado y se convirtió en agente libre habiendo disputado 9 partidos con los Thunder en la NBA.
El 12 de septiembre de 2021 firma un contrato dual con los Milwaukee Bucks y su filial los Wisconsin Herd. Siendo cortado el 30 de noviembre tras 17 encuentros con el primer equipo. El 17 de diciembre firma un contrato de 10 días con Sacramento Kings. Y el 28 de diciembre otro contrato de 10 días, esta vez con Detroit Pistons.
El 10 de agosto de 2022, Robinson firmó con los Illawarra Hawks de la National Basketball League australiana. Hizo su debut en el partido de apertura de la temporada, pero luego fue descartado para el resto de la temporada después de sufrir una rotura de menisco en la rodilla derecha.
El 31 de enero de 2023, renueva con los Hawks por otra temporada.
El 20 de marzo de 2024, firma por el Club Baloncesto Breogán de la Liga Endesa.
El 22 de julio de 2024 firmó con el Trapani Shark de la Lega Basket Serie A italiana.
El 21 de julio de 2025 firmó contrato por una temporada con el Paris Basketball de la LNB Pro A francesa.

## Estadísticas de su carrera en la NBA

### Temporada regular
| Año     | Equipo        | PJ | PT | MPP  | %TC  | %3P  | %TL   | RPP | APP | ROB | TPP | PPP |
| ------- | ------------- | -- | -- | ---- | ---- | ---- | ----- | --- | --- | --- | --- | --- |
| 2019-20 | Washington    | 9  | 0  | 5.4  | .417 | .600 | —     | .6  | .8  | .0  | .1  | 1.4 |
| 2020-21 | Oklahoma City | 9  | 0  | 9.8  | .333 | .286 | .600  | .8  | 1.0 | .3  | .0  | 2.3 |
| 2021-22 | Milwaukee     | 17 | 0  | 11.6 | .316 | .270 | 1.000 | .8  | 1.2 | .5  | .0  | 2.8 |
| 2021-22 | Sacramento    | 3  | 0  | 5.0  | .125 | .000 | –     | .3  | .7  | .0  | .0  | .7  |
| 2021-22 | Detroit       | 5  | 0  | 18.2 | .321 | .381 | .333  | 1.4 | 1.8 | .2  | .2  | 5.6 |
| Total   | Total         | 43 | 0  | 10.3 | .317 | .313 | .538  | .8  | 1.1 | .3  | .0  | 2.6 |

## Vida personal
Hijo de Alyse y Verdell Robinson, Justin tiene tres hermanos mayores: Denard, Leonard y Brandon. 
Su padre, Verdell, jugó al baloncesto para la Universidad de Charleston y fue entrenador del instituto Manassas Park High School en Manassas Park (Virginia) durante siete años.